# Бес Бактријски
Бес (умро 329. п. н. е.) је био персијски племић и бактријски сатрап, и потоњи краљ Персије. Према класичним изворима, он је убио свог претходника, Дарија III, након што је Александар Велики поразио персијску војску.
У бици код Гаугамеле (1. октобар 331. п. н. е.), у којој је Александар поразио Дарија III, Бес је командовао војском своје сатрапије. Бес је преживео пораз код Гаугамеле и остао уз свог краља, чија је деморалисана војска избегавала Александрове снаге и провела зиму у Екбатани, старој медској престоници која је служила као летња резиденција персијских краљева. Следеће године Дарије III је покушао да побегне на исток, у Бактрију, уздајући се у пространство и дивљу природу својих иранских поседа и у помоћ својих скитских савезника. Предах од неколико месеци који му је Александар дао, Дарије је искористио да у Екбатани скупи нову војску и поврати изгубљени ауторитет. Око њега су се окупили источноирански сатрапи одлучни у намери да се супротставе Александру, али несложни у погледу тактике коју треба применити. Једни су саветовали Дарија да сачека Александра у Екбатани, други - међу њима и моћни бактријски сатрап Бес - да се повуче на север пустошећи све иза себе и да на тај начин пресече пут Александру и онемогући му даље надирање. Бес је, у завери са својим пријатељима сатрапима, збацио Дарија. Вероватно је планирао да преда краља Македонцима, али је Александар наредио својој војсци да прогони Персијанце чак и када је примио гласине о Даријевом заробљавању.
Успаничени завереници су смртно ранили Дарија и оставили га да га пронађу македонски војници. Према Вавилонској хроници, ово се десило јула 330. п. н. е.. Место догађаја је идентификовано близу данашњег Ахуана. Бес се прогласио за краља и узео име Артаксеркс V. Његово самопроглашење за краља је било логично, пошто је сатрап Бактрије, био племић следећи у линији наслеђивања персијског трона. Али пошто је већина Персијског царства била освојена и Бес је владао само лабавим савезом одметнутих провинција, историчари га углавном не сматрају за званичног персијског краља.
Бес се вратио у Бактрију и покушао да организује отпор међу источним сатрапијама. Александар није одмах кренуо за Бесом. Пошто је одморио војску у Хекатонпилу, он се упутио на север у Хирканију, област која се простирала јужно од Каспијског језера.
Раздобље од 330. до 327. п. н. е. Александар је провео у североисточним областима Бактрије и Согдијане, где су сатрапи Бес и Спитамен организовали жесток отпор. Терен је био непознат македонским војницима, а услови ратовања другачији него тада. Ту није било градова, већ је становништво живело растурено по селима. Против освајача Бес је организовао герилски рат. Мали, хитри коњанички одреди нису давали мира македонској војсци, а када је она покушавала да нападне, домороци су се повлачили у своја утврђења. Пошто више није могло бити фронталних битака, Александар је променио тактику, реорганизовао војску стварајући мање одреде, узео у своју војску Персијанце и увео коњаничке стрељачке ескадроне по азијском узору.
Док је боравио у Дрангијани стигле су изјаве покорности сатрапа Карманије и Гедрозије (данашњи Белуџистан). Арахозија је, међутим, и даље пружала отпор. Преко северног дела ове сатрапије Александар се упутио ка долини Кабула, старој области Парапамисаде. На овом делу пута његова војска је наишла на планине покривене снегом, тежак пут и слабо снабдевање. Прелаз преко Хиндукуша је ипак извршено уз мало жртава. Александар није наишао на Беса, који је држао позицију на излазу из кланца, јер је ишао другим путем, па се Бес повукао с војском даље на север.
Када је прешао реку, Александру је стигао гласник од Спитамена, согдијског сатрапа, и јавио му да је његов господар заробио Беса и да је спреман да му га преда. Александар је послао Птолемеја да преузме заробљеника, међутим, Спитамен је побегао не сачекавши га. Бес је ухваћен, везан за срамни стуб, показиван и шибан пред војском, а затим послат у Бактру да му се суди. Александар је наредио да се Бесу одсеку нос и уши, што је била персијски обичај за оне које се укључе у побуну и убиство краља. Антички историчари противрече једни другима шта је био узрок Бесове смрти. Курције Руф тврди да је Бес разапет на месту где је убијен Дарије III, Аријан тврди да је био мучен и да му је одсечена глава, а Плутарх наводи да је био раскомадан у Бактрији након суђења.